# Goatlord (album Darkthrone)
Goatlord to kompilacyjna płyta norweskiego zespołu Darkthrone, wydana w 1997 roku zawierająca nagrania z prób z lat 1990–1991. Partie wokalne zostały dodane w 1994 roku.

## Lista utworów
| Nr  | Tytuł utworu                             | Długość |
| --- | ---------------------------------------- | ------- |
| 1.  | „Rex”                                    | 3:48    |
| 2.  | „Pure Demoniac Blessing”                 | 2:35    |
| 3.  | „(The) Grimness of Which Shepards Mourn” | 4:23    |
| 4.  | „Sadomasochistic Rites”                  | 4:04    |
| 5.  | „As Desertshadows”                       | 4:42    |
| 6.  | „In His Lovely Kingdom”                  | 3:24    |
| 7.  | „Black Daimon”                           | 3:50    |
| 8.  | „Toward(s) The Thornfields”              | 3:37    |
| 9.  | „(Birth of Evil) Virgin Sin”             | 3:25    |
| 10. | „Green Cave Float”                       | 4:02    |
|     |                                          | 37:50   |

## Twórcy
- Dag Nilsen - gitara basowa
- Gylve "Fenriz" Nagell - perkusja, śpiew
- Ted "Nocturno Culto" Skjellum - gitara
- Sigurd "Satyr" Wongraven - śpiew (w utworach "Rex" i "Sadomasochistic Rites")
- Ivar "Zephyrous" Enger - gitara